# Sarıdoğan, Ağrı
Sarıdoğan là một xã thuộc thành phố Ağrı, tỉnh Ağrı, Thổ Nhĩ Kỳ. Dân số thời điểm năm 2011 là 218 người.